# Oscar (Schiff)
Die Oscar war ein Dampfschlepper, welcher 1866 mit der Baunummer 134 in der Reiherstiegwerft in Hamburg für die Reederei L.F. Mathies & Co (Hamburg) vom Stapel lief.
1870 wurde das Schiff als Hilfsdampfer für Torpedozwecke (auch als Torpedodampfer bezeichnet) von der Kaiserlichen Marine angekauft und der Marinestation der Nordsee zugewiesen. Die Zusammenführung der Torpedodampfer erfolgte unter eine sogenannte Torpedoflottille. Über die Bewaffnung des Schiffes ist leider nichts bekannt und der Verbleib ist ungewiss.
Das Schiff stellt einen Vorläufer der späteren Torpedoboote dar, die erst ab 1873 als Schiffstyp ausgewiesen wurden. Neben der Oscar werden noch die Adler (1859), die St. Georg (1861) und die Neuenfelde (1868) als Torpedodampfer bezeichnet. Nach dem Unglück auf der Neuenfelde Ende September 1870 wurden die Torpedos von den übrigen Booten abgezogen, die Flottille aufgelöst und die Schiffe neu zugewiesen. Einige kamen zur Torpedo-Compagnie nach Kiel und wurden für den Einsatz als Minenleger ausgerüstet.